# Agustí Causí i Marsal
Agustí Causí i Marsal (Montblanc, Conca de Barberà, 2 d'octubre de 1906 - Mollerussa, Pla d'Urgell, 10 o 18 de maig del 1978) fou un músic i compositor de sardanes català.

## Biografia
Feu els estudis musicals a Montblanc. Tocà el saxòfon tenor, el violoncel i el clarinet a les orquestres Amorós (del 1926 al 1933), La Vella (1929-1930) i al conjunt The Yankys Boys entre els anys 1934 i 1936. Estudià Armonia i Composició amb el mestre Isidre Molas i Font. Visqué una part de la seva vida al barri de Gràcia de Barcelona. Fou professor d'instrumentació del compositor Joan Pujadas i Ferrer.
Va ser autor d'una cinquantena de sardanes entre les quals destaquen: Els gegants de Montblanc, Novells dansaires, Sardana blaugrana i la molt popular La tia Roseta. De la seva producció sardanista, una part enregistrada en disc, també es poden esmentar les obres Bons amics, Records de Montblanc, Rebrolls de Figueres, En Jaume de Roses, La Verge de la Serra, Recordant la mare, Cristina, A la Verge de Meritxell (premi Andorra 1967).
També de Montblanc, i possiblement familiar d'Agustí Marsal, fou el músic Joan Causí i Prats 

## Enregistraments
Selecció
- La Selvatana. Montblanc i la sardana. ref IB CD 182.  Montblanc: Grup Sardanista, 1998. Comprèn les sardanes A la Verge de Meritxell, Els gegants de Montblanc i La tia Roseta.
- Cobla Ciutat de Girona. Sardanes de Roses. ref AVS 5.1888.  Barcelona: Audiovisuals de Sarrià, 2003. Conté En Jaume de Roses.
- Cobla Jovenívola d'Agramunt. 2016 Mollerussa, capital de la sardana. ref AVS 5.2532.  Barcelona: Audiovisuals de Sarrià, 2016. Conté Mollerussenques.